# László Fazekas
László Fazekas detto Kapa (Budapest, 15 ottobre 1947) è un allenatore di calcio ed ex calciatore ungherese.

## Biografia

### Club
All'età di 18 anni, nel 1965, esordì come attaccante nella prima divisione del campionato ungherese con la maglia dell'Újpesti Dózsa, con cui rimase fino al 1980, vincendo nove scudetti, tre Coppe d'Ungheria, e tre volte il titolo di capocannoniere.
Nel 1980 si trasferì in Belgio, prima nell'Anversa e poi nel Sint-Truiden, dove giocò fino al ritiro nel 1985.

### Nazionale
Il suo esordio avvenne il 4 maggio 1968 al Népstadion di Budapest (dal 2002 intitolato a Ferenc Puskás) in occasione dell'incontro, vinto 2-0 contro l'URSS, e valevole come andata dei quarti di finale degli Europei 1968.
Complessivamente, con la maglia della nazionale disputò 92 partite, tra cui le Olimpiadi di Città del Messico 1968, dove conquistò la medaglia d'oro, i Mondiali di Argentina 1978 e i Mondiali di Spagna 1982, segnando 24 reti.

### Carriera da allenatore
Immediatamente dopo il ritiro dall'attività sportiva Fazekas intraprese la carriera di allenatore, dirigendo le squadre belghe dell'Eendracht Aalst, del Harelbeke e dell'Anversa tra il 1986 e il 1996.
Dal 2008 allena la nazionale dello Yemen.

## Palmarès

### Giocatore

#### Club
- Campionato ungherese: 9

Újpesti Dózsa: 1968/1969, 1969/1970, 1970/1971, 1971/1972, 1972/1973, 1973/1974, 1974/1975, 1977/1978, 1978/1979
- Coppa d'Ungheria: 3

Újpesti Dózsa: 1968/1969, 1969/1970, 1974/1975

#### Nazionale
- Oro olimpico: 1

Città del Messico 1968

#### Individuali
- Capocannoniere del campionato ungherese: 3

1975-1976 (19 gol), 1977-1978 (24 gol), 1979-1980 (36 gol)